# Rhodostemonodaphne praeclara
Rhodostemonodaphne praeclara là loài thực vật có hoa trong họ Nguyệt quế. Loài này được (Sandwith) Madriñán mô tả khoa học đầu tiên năm 2004.